# Tour de Olympia
El Tour de Olympia (oficialmente:Olympia's Tour) es una carrera ciclista neerlandesa por etapas, que se disputa en el mes de mayo.
Fue de categoría 2.5 (última categoría del profesionalismo) y desde la creación de los Circuitos Continentales UCI en 2005 forma parte del UCI Europe Tour, dentro de la categoría 2.2 (igualmente última categoría del profesionalismo).
Ha consagrado a jóvenes talentos como Thomas Dekker, Stef Clement o Lars Boom. Muchos de ellos siendo aún amateurs debido a que en esta prueba por su categoría la pueden disputar equipos no profesionales y sus corredores usan esta prueba como trampolín de cara a poder subir al profesionalismo, sobre todo los neerlandeses.

## Palmarés
| Año       | Ganador             | Segundo                 | Tercero                        |
| --------- | ------------------- | ----------------------- | ------------------------------ |
| 1909      | Chris Kalkman       | Gérard van Staveren     | Marinus Gooy Bertus Mulckhuyse |
| 1910      | Adrie Bellersen     | Gérard Franssen         | Henk Tamse                     |
| 1911-1926 | no se disputó       |                         |                                |
| 1927      | Rudolf Wolke        | Adrianus Braspennincx   | Alfred Ebeling                 |
| 1928-1954 | no se disputó       |                         |                                |
| 1955      | Piet Kooijman       | Krijn Post              | Michel Stolker                 |
| 1956      | Kees van der Zande  | Leo van der Brand       | Jan van Vliet                  |
| 1957      | Adrie Roks          | Jaap Huissoon           | Schalk Verhoef                 |
| 1958      | Ab van Egmond       | Piet Steenvoorden       | Ben Teunisse                   |
| 1959      | Huub Zilverberg     | Joop van der Putten     | Antoon van der Steen           |
| 1960      | Gerard Wesseling    | Nico Walravens          | Alfons Steuten                 |
| 1961      | Mik Snijder         | Henk Nijdam             | Jaap de Waard                  |
| 1962      | Henk Nijdam         | Arie den Hartog         | Jan Janssen                    |
| 1963      | Jos Dries           | Julien Stevens          | Arie den Hartog                |
| 1964      | Cor Schuuring       | Jos van der Vleuten     | Harry Steevens                 |
| 1965      | Harry Steevens      | Dignus Kosten           | Henk Peters                    |
| 1966      | Jan van der Horst   | Peter Heijnig           | Jörgen Hansen                  |
| 1967      | Cees Zoontjes       | Rini Wagtmans           | Jan Bols                       |
| 1968      | Leen de Groot       | Nanno Bakker            | Frits Hoogerheide              |
| 1969      | Peter Legierse      | Piet van der Kruijs     | Jan Aling                      |
| 1970      | Frits Schur         | Jo van Pol              | Matthijs de Koning             |
| 1971      | Cees Priem          | Jan Aling               | Fedor den Hertog               |
| 1972      | Frits Schur         | Jan Spetgens            | Piet van Katwijk               |
| 1973      | Fedor den Hertog    | Aad van den Hoek        | Wim de Waal                    |
| 1974      | Roy Schuiten        | Ad Dekkers              | Aad van den Hoek               |
| 1975      | Hans Langerijs      | André Gevers            | Frits Schur                    |
| 1976      | Leo van Vliet       | Arie Hassink            | Fons van Katwijk               |
| 1977      | Arie Hassink        | Jos Lammertink          | Ad Prinsen                     |
| 1978      | Arie Hassink        | Jan van Houwelingen     | Bert Oosterbosch               |
| 1979      | Jos Lammertink      | Ad Wijnands             | Jan Jonkers                    |
| 1980      | Oleg Logvin         | Vjačeslav Dedenov       | Aavo Pikkuus                   |
| 1981      | Gerard Schipper     | Gerrit Solleveld        | Aleksandr Krasnov              |
| 1982      | Gerrit Solleveld    | Aleksandr Krasnov       | Viktor Manakov                 |
| 1983      | Mario Hernig        | Gérard Schippe          | Carsten Wolf                   |
| 1984      | Asiate Saitov       | Falk Boden              | Erik Breukink                  |
| 1985      | John Talen          | Peter Stevenhaagen      | Arjan Jagt                     |
| 1986      | Bernd Dittert       | John Talen              | Rob Harmeling                  |
| 1987      | Jos Bol             | Eddy Schurer            | Patrick Bol                    |
| 1988      | Dirk Meier          | Carsten Wolf            | Louis de Koning                |
| 1989      | Thomas Liese        | Maarten den Bakker      | Pierre Duin                    |
| 1990      | Wilco Zuyderwijk    | Remco Startman          | Thomas Liese                   |
| 1991      | Anton Tak           | Erik Dekker             | Servais Knaven                 |
| 1992      | Servais Knaven      | Léon van Bon            | Edwin Ophof                    |
| 1993      | Servais Knaven      | Marcel van der Vliet    | Antoine Goense                 |
| 1994      | Henk Vogels         | Godert De Leeuw         | Gianfranco Contri              |
| 1995      | Danny Nelissen      | Hans van Dijk           | Tristan Priem                  |
| 1996      | Cristiano Citton    | Peter Rogers            | Gianfranco Contri              |
| 1997      | Remco van der Ven   | John van den Akker      | Cristiano Citton               |
| 1998      | Matthé Pronk        | Marcel Duijn            | Renger Ypenburg                |
| 1999      | Marcel Duijn        | Mathew Hayman           | Coen Boerman                   |
| 2000      | Jan van Velzen      | Tom Hoedemakers         | Joost Legtenberg               |
| 2001      | no se disputó       |                         |                                |
| 2002      | Mart Louwers        | Sean Sullivan           | Jens Mouris                    |
| 2003      | Joost Posthuma      | Yoeri Beyens            | Koen de Kort                   |
| 2004      | Thomas Dekker       | Rory Sutherland         | Bas Giling                     |
| 2005      | Stef Clement        | Marvin van der Pluijm   | Gediminas Bagdonas             |
| 2006      | Tom Veelers         | Jacob Moe Rasmussen     | Rick Flens                     |
| 2007      | Thomas Berkhout     | Martijn Maaskant        | Tom Veelers                    |
| 2008      | Lars Boom           | Lieuwe Westra           | Johnny Hoogerland              |
| 2009      | Jetse Bol           | Joost van Leijen        | Tejay Van Garderen             |
| 2010      | Taylor Phinney      | Coen Vermeltfoort       | Jesse Sergent                  |
| 2011      | Jetse Bol           | Jack Bauer              | Tom Dumoulin                   |
| 2012      | Dylan van Baarle    | Michael Freiberg        | Christoph Pfingsten            |
| 2013      | Dylan van Baarle    | Peter Koning            | Arno Van Der Zwet              |
| 2014      | Berden De Vries     | Wim Stroetinga          | Jesper Asselman                |
| 2015      | Jetse Bol           | Bob Schoonbroodt        | Nathan Van Hooydonck           |
| 2016      | Cees Bol            | Pavel Sivakov           | Hartthijs De Vries             |
| 2017      | Pascal Eenkhoorn    | Pavel Sivakov           | Stan Dewulf                    |
| 2018      | Julius Johansen     | Marten Kooistra         | Lars van den Berg              |
| 2019-2021 | no se disputó       |                         |                                |
| 2022      | Maikel Zijlaard     | Bert-Jan Lindeman       | Joren Bloem                    |
| 2023      | Mathias Bregnhøj    | Liam Slock              | Jesse Kramer                   |
| 2024      | Tim Torn Teutenberg | Rasmus Søjberg Pedersen | Jelte Krijnsen                 |
| 2025      | Antoine L'Hote      | Timo de Jong            | Axel van der Tuuk              |

## Palmarés por países
| País            | Victorias |
| --------------- | --------- |
| Países Bajos    | 56        |
| Alemania        | 6         |
| Unión Soviética | 2         |
| Australia       | 1         |
| Italia          | 1         |
| Estados Unidos  | 1         |
| Dinamarca       | 1         |
| Francia         | 1         |